# Charles G. Washburn

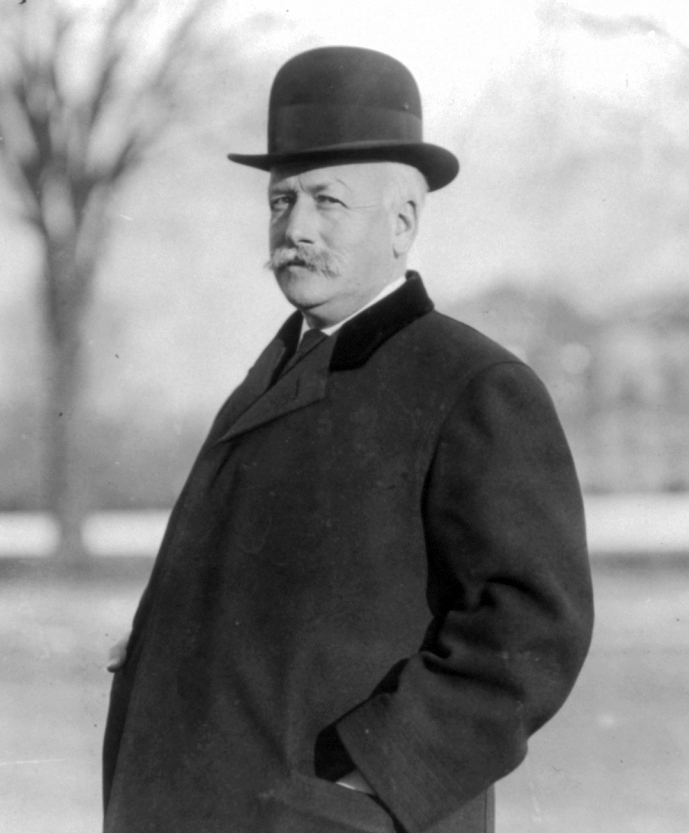
Charles G. Washburn

Charles Grenfill Washburn (* 28. Januar 1857 in Worcester, Massachusetts; † 25. Mai 1928 in Lenox, Massachusetts) war ein US-amerikanischer Politiker. Zwischen 1906 und 1911 vertrat er den Bundesstaat Massachusetts im US-Repräsentantenhaus.

## Werdegang
Charles Washburn besuchte bis 1875 das Worcester Polytechnic Institute und studierte danach bis 1880 an der Harvard University. Nach einem anschließenden Jurastudium und seiner 1887 erfolgten Zulassung als Rechtsanwalt begann er in diesem Beruf zu arbeiten. Er war auch an mehreren Handwerksunternehmen in seiner Heimat beteiligt. Gleichzeitig schlug er als Mitglied der Republikanischen Partei eine politische Laufbahn ein. In den Jahren 1897 und 1898 war er Abgeordneter im Repräsentantenhaus von Massachusetts; von 1899 bis 1900 gehörte er dem Staatssenat an. Im Jahr 1902 war er Mitglied einer Kommission zur Überarbeitung der Wirtschaftsgesetze seines Staates. In den Jahren 1904 und 1916 nahm Washburn als Delegierter an den jeweiligen Republican National Conventions teil.
Nach dem Tod des Abgeordneten Rockwood Hoar wurde Washburn bei der fälligen Nachwahl für den dritten Sitz von Massachusetts als dessen Nachfolger in das US-Repräsentantenhaus in Washington, D.C. gewählt, wo er am 18. Dezember 1906 sein neues Mandat antrat. Nach zwei Wiederwahlen konnte er bis zum 3. März 1911 im Kongress verbleiben. Im Jahr 1910 wurde er nicht wiedergewählt. Nach dem Ende seiner Zeit im US-Repräsentantenhaus war Washburn einer der Direktoren der Federal Reserve Bank in Boston. Außerdem fungierte er als Präsident der Washburn Co. of Worcester. Er starb am 25. Mai 1928 in Lenox.